# Glogau Áser
Glogau Áser Leml (Glogau, ma: Głogów, 1709 – Nagymarton, 1789) glogaui, majd nagymartoni rabbi, egyházi író.

## Élete
Híres rabbi családban született a lengyelországi Glogauban. Előbb szülővárosában, majd 1770 óta Nagymartonban működött. Részt vett a Jacob Emden és a Jonathan Eibeschütz rabbik közötti teológiai vitákban is. Mint tudós, hitszónok és kiváló jellem egyaránt elismert volt. A Szimchat Tórá ünnepén hunyt el 1789-ben. Tisztségében fia, Glogau Jechiél követte.

## Művei
A Chut hamsulos című munka, amely 1821-ben jelent meg Bécsben, tartalmazza az ő, a fia, és az unokája Glogau Mózes irodalmi hagyatékát. Az első rész Sáár Osér nevet viseli, a második Saar hamajim, a harmadik pedig Saar hakóton.